# Савочкин, Сергей Викторович
Серге́й Ви́кторович Са́вочкин (8 февраля 1976, Саранск, Мордовская АССР, СССР) — российский футболист, полузащитник, мастер спорта.

## Биография
Родился 8 февраля 1976 года в Саранске.
Выступал за команды: «Светотехника»/«Мордовия» Саранск (1994—1999, 2006—2009), «Амкар» Пермь (2000—2005), «Носта» Новотроицк (2005) в высшем (2004—2005), первом (2000—2003, 2007) и втором (1994—1999, 2005—2006, 2009) дивизионах.
Воспитанник ДЮСШ «Светотехника» (г. Саранск), первый тренер — В. Медведев.
После завершения карьеры в 2009 году С. Савочкину было предложено тренировать (совместно с В. Рокуновым) футбольный клуб «Мордовия-2» (молодёжная команда ФК «Мордовия»).
С 2010 года по 2016 год являлся тренером МЦПЮФП «Мордовия» 98-99.
В ноябре 2015 года стал главным тренером команды «Мордовии» — участницы молодёжного первенства. В апреле 2016 года вошёл в тренерский штаб основной команды. С 8 февраля по 30 ноября 2017 года — главный тренер ФК «Саранск», с которым выиграл чемпионат, кубок и суперкубок республики.
Возглавлял МЦПЮФПМ (межрегиональный центр подготовки юных футболистов Приволжья «Мордовия»), в марте 2021 года его сменил Александр Егоров.
В сезоне 2021/22 — ассистент главного тренера в клубе ФНЛ-2 «Саранск».